# Sukiya-Stil

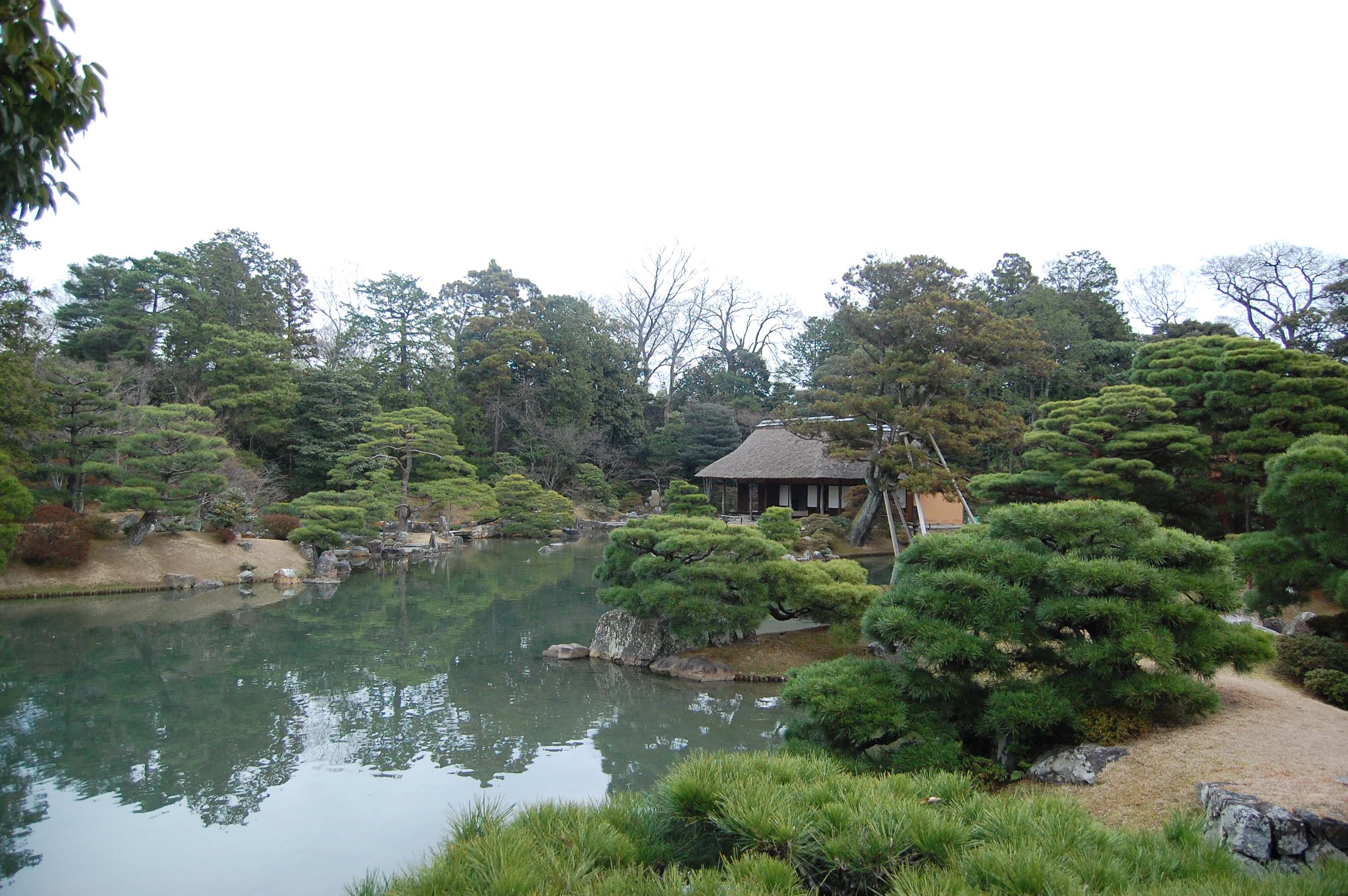
Katsura-Villa in Kyōto

Sukiya-Stil (jap. 数寄屋造り, sukiya zukuri) ist ein Architektur-Stil im historischen Japan. Neben dem Shinden- und Shoin-Stil ist er einer der drei bedeutenden Stile für Wohngebäude der vorindustriellen Zeit (vor 1868).
Suki (数寄) bedeutet verfeinert, gut gebaut oder einer eleganten Linie folgen (sinngemäß). Es bezieht sich in erster Linie auf die Durchführung einer traditionellen Tee-Zeremonie. Ya (屋) bedeutet Gebäude oder Dach. Das Wort sukiya beschreibt demnach ein Gebäude, in dem ursprünglich eine Tee-Zeremonie abgehalten wurde (chashitsu) und mit der Blumenkunst (ikebana) und weiteren japanischen Kunststilen in Verbindung gebracht wird. In Verbindung mit dem Zusatz zukuri (造り) beschreibt das Wort einen Gestaltungsstil für öffentliche und private Gebäude, der den Ästhetiken eines Teehauses folgt.

## Einordnung
Heutzutage wird dieser Stil oft als Inbegriff der traditionellen japanischen Architektur verstanden und als höchstentwickelter angesehen, der japanische Kultur, Natur und Stil am besten vermittelt. Dafür gibt es im Wesentlichen zwei Gründe:
Erstens: Nach dem Import der chinesischen Architektur nach Japan im sechsten Jahrhundert und der selbständigen Weiterentwicklung, die zunächst den Shinden- und Shoin-Stil hervorbrachte, ist der Sukiya-Stil der letzte Stil, der vor der Öffnung des Landes im Jahre 1868 entstanden ist. Zuvor, in der Edo-Zeit, hat die Regierung das Land für mehr als 200 Jahre konsequent gegenüber dem Einfluss des Westens abgeschottet. Diese Zeit der Isolation, auch Sakoku genannt, war eine Zeit des harten Regierens, die allerdings auch Frieden und Wohlstand hervorbrachte. In diesem sozialpolitischen Zusammenhang haben sich Architektur und Kunst in Japan prächtig entwickelt. Nach dem Ende der Edo-Periode im Jahr 1868 steuerte das Land auf eine rasche Industrialisierung und Nachahmung westlicher Kultur zu, was einen abrupten Abriss der traditionellen Architektur- und Kulturentwicklung zur Folge hatte.
Zweitens: Architekten des 20. und 21. Jahrhunderts innerhalb und außerhalb von Japan haben sich immer Inspirationen im Sukiya-Stil geholt. Sie stellten zahlreiche Verbindungen zu ihrer jeweiligen Architektur her. Nennenswerte Aspekte hierbei sind die Schaffung eines regelmäßigen Konstruktionsrasters, die ausdrucksstarke Verwendung der Materialien, die informelle Ästhetik (vor allem im Vergleich zum Shoin-Stil) sowie die Starke Beziehung zwischen Innen- und Außenraum. Der Sukiya-Stil ist hierbei jedoch nicht als der alleinige Urheber dieser Prinzipien zu verstehen, da es – zumindest außerhalb Japans – ähnliche Parallelentwicklungen gegeben hat. Dennoch liefert er vielfältige Inspirationen. In seiner ursprünglichen Reinform wird der Stil heute noch für die Planung von traditionellen Teehäusern verwendet, in abgewandelter Form für zeitgemäße Wohnformen oder Gästehäuser.

## Entstehung
Im Jahr 1587 stellte Toyotomi Hideyoshi (1536–1598) den Tee-Meister Sen no Rikyū als seinen Berater für gestalterische Fragen ein. Im Umfeld von Hideyoshis Jurakudai-Schloss in Kyōto plante dieser ein Gebäude der Größe von 18 Tatami-Matten. Dieses Objekt wird heute als das erste der Sukiya-Architektur angesehen.
Im Laufe der Azuchi-Momoyama-Zeit (1573–1603) wurde der Stil weiterentwickelt. Das Hauptaugenmerk lag nun auf kleinen Gebäuden mit einer Größe von 4,5 Tatami-Matten, die ausschließlich für Tee-Zeremonien vorgesehen waren. Diese Gebäude wurden normalerweise direkt über den Garten betreten, mittels eines geschwungenen Weges, der den direkten Blick auf das Tee-Haus verhinderte und den Garten zum Erlebnis machen sollte.
Im Laufe der Edo-Periode wurde dieser Stil auf alle Gebäude-Typologien übertragen: Privathäuser, Villen, Restaurants, Gästehäuser und so weiter. Der Sukiya-Stil wurde vor allem unter Stadtleuten populär. Die Mehrzahl der Gebäude dieser Zeit wurde in diesem Stil errichtet.

## Gestaltungsprinzipien

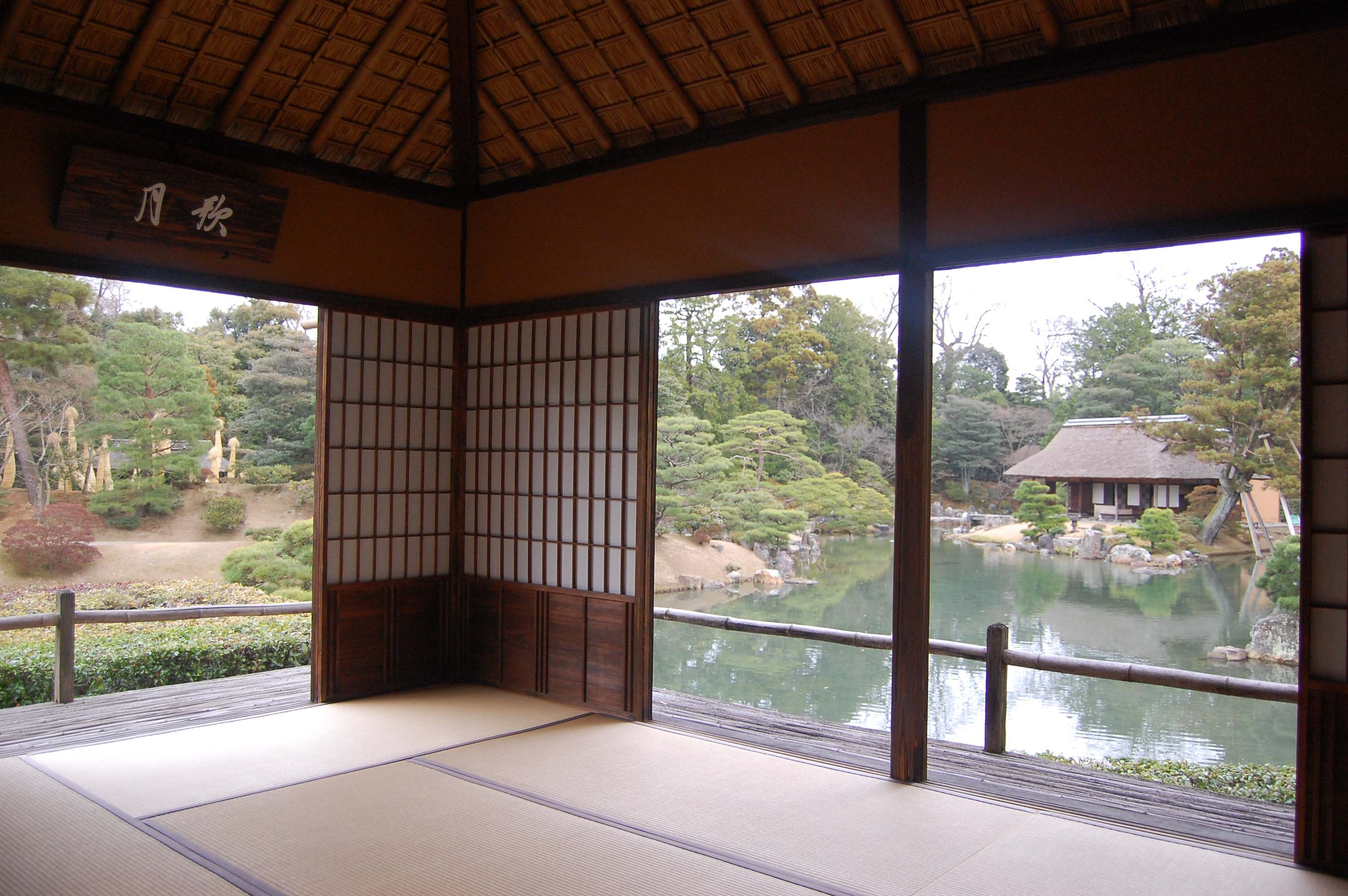
Wichtig ist die Beziehung zwischen Innen und Außen.

Der Sukiya-Stil gibt die Symmetrie und Formalität der vorangegangenen Architekturen auf. Dafür baut er sowohl das im Shoin-Stil bereits begonnene Zickzack-Prinzip als auch die im Shinden-Stil begonnene starke Beziehung zwischen Innen- und Außenraum weiter aus. Während der Shoin-Stil weiterhin für offizielle Gebäude genutzt wurde, ist der neue Sukiya-Stil vor allem für die Wohnhäuser der Adligen durch seine weniger formellen Gestaltungsmerkmale populär geworden. Die Wohngebiete waren in der Regel große Komplexe mit weitläufigen Gärten, ähnlich bei buddhistischen Tempeln dieser Zeit. Während diese Tempel sich jedoch meistens in Gärten befanden, die von einer Mauer umgeben waren, waren die Gärten der Sukiya-Gebäude weit ausschweifend. In beiden Fällen war die Beziehung zwischen Wohnraum und Garten jedoch immens: Entweder öffneten sich die Räume zum Garten hin oder es gab einen gerahmten Blick hinaus ins Freie.
Wie bei den Vorgängerstilen kamen Holzkonstruktionen zum Einsatz, die allerdings wesentlich leichter waren und die natürlichen Eigenschaften besser zum Ausdruck brachten. In der Dachdeckung kamen Holzbretter oder -schindeln sowie dicke Schichten von Zedern-Rinde zum Einsatz, was einen sehr weiche Formensprache zur Folge hatte. Feste Wände waren entweder mit glattem weißen Kalkputz oder strukturiertem Lehmputz verputzt. Die übrigen Wände bestanden aus Schiebeelementen, die entweder lichtdurchlässig (shoji) oder lichtundurchlässig (fusuma) waren. Die Böden waren üblicherweise mit Tatami-Matten belegt oder bestanden lediglich aus Holzdielen und waren getrennt mit einem Shoji von der sogenannten Engawa, einer Art Veranda unter dem Dachüberstand, die eine Zone zwischen Innen und Außen bildet.
Im Inneren des Gebäudes spielt nun die Hervorhebung der Natürlichkeit der verwendeten Materialien eine große Rolle. Der Sukiya-Shoin-Raum, eine Art Empfangsraum für Gäste, hat alle wesentlichen Gestaltungsmerkmale aus dem Shoin-Stil behalten, wie zum Beispiel Ausstellungsplatz (tokonoma), Schreibtisch (tsukeshoin) und versetzte Regale (chigaidana). Sämtliche Elemente wurden allerdings in einer geringeren Formalität, dafür aber größerer Kreativität angeordnet.

## Vergleich mit dem Shoin-Stil
In der Azuchi-Momoyama- (1573–1603) und Edo-Zeit (1603–1868) hat sich nicht nur der Sukiya-Stil entwickelt, sondern auch der teilweise deutlich unterschiedliche Shoin-Stil, der für Wohngebäude der Kriegerklasse verwendet wurde.
Während ein Sukiya-Gebäude immer relativ klein und einfach war, sind diese Gebäude stets weit ausschweifend, mit riesigen Empfangshallen, die das Pompöse des Feudalherren feiern. Ein gutes Beispiel ist die Inszenierung des Blumenschmucks im Tokonoma: In Gebäuden des Shoin-Stils sitzt der Gast in der Regel mit dem Rücken zu diesem Schmuck, sodass der Hausherr diesen betrachten kann. Im Sukiya-Stil war dies stets umgekehrt, und der Gast konnte die ganze Schönheit der ausgestellten Objekte betrachten.
Außerdem weist der Shoin-Stil eine deutlich größere Strenge hinsichtlich der Gestaltung und Anordnung einzelner Elemente auf. So sind Tokonoma, Regale sowie der Einbauschreibtisch (shoin) stets nach einer festen Regel angeordnet, was in Sukiya-Gebäude nicht der Fall war. Weitere Gestaltungsmerkmale, wie zum Beispiel der quadratische Stützenquerschnitt, geschnitzte Türschwellen, aufwändig bemalte Wandflächen oder Deckenverzierungen mit feinen Sechskant-Hölzern weisen auf den strengeren Formalismus im Shoin-Stil zusätzlich hin.
Im Vergleich dazu findet man im Sukiya-Stil unregelmäßige Stützenquerschnitte, oft nur ein einfacher Baumstamm oder Ast, der lediglich etwas gehobelt und poliert wurde. Die natürlichen Eigenschaften der Materialien standen stets im Vordergrund.  Die Wände waren lediglich mit einfachem Putz versehen, Türschwellen sehr einfach gehalten, Deckenflächen ebenfalls.
Die Schönheit des Sukiya-Stils kam nicht durch aufwändige Verzierungen und strengen Formalismus, sondern durch das Hervorheben der natürlichen Schönheit der verwendeten Materialien.

## Teehaus
Die markantesten Vertreter des Sukyia-Stils sind die japanischen Teehäuser: kleine Räume, stets von einem Garten umgeben und dafür entworfen, die Ideale des Stils wiederzugeben. Die meisten der Teehäuser sind eigene Gebäude im Garten, die einzig dafür bestimmt sind, eine Teezeremonie abzuhalten. In einzelnen Fällen waren dies auch Räume im Hauptgebäude, die aber in jedem Fall einen eigenen Eingang von außen hatten.

## Beispiele
- Katsura-rikyū (桂離宮), Kyōto, Mitte des 17. Jahrhunderts
- Manjuin Koshoin (曼珠院小書院), Kyōto, Mitte des 17. Jahrhunderts
- Nishihonganji Kuroshoin (西本願寺黒書院), Kyōto, Ende des 16. Jahrhunderts

## Galerie

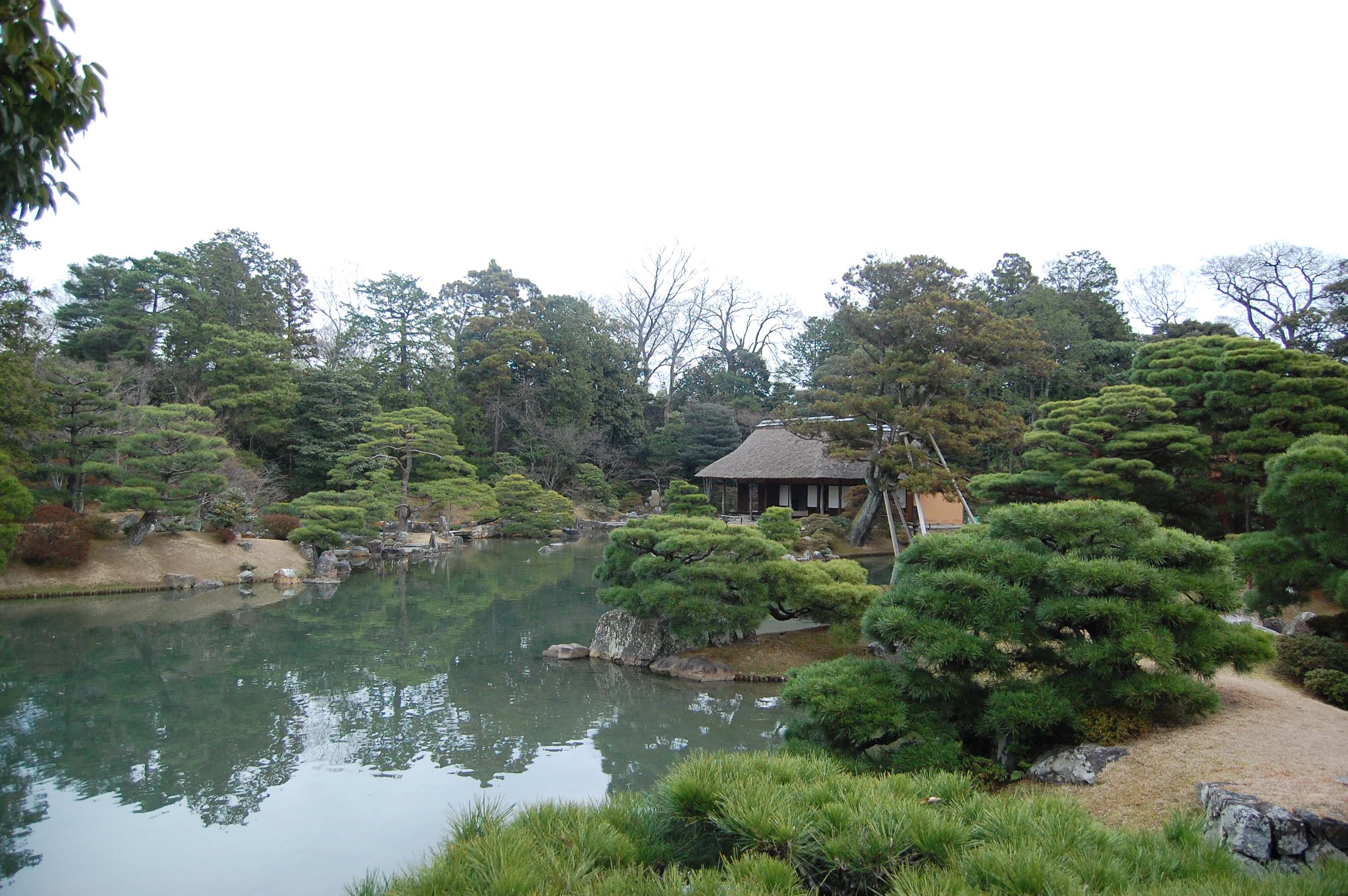
Garten im Sukiya-Stil: Blick auf die Kastura-Villa in Kyōto
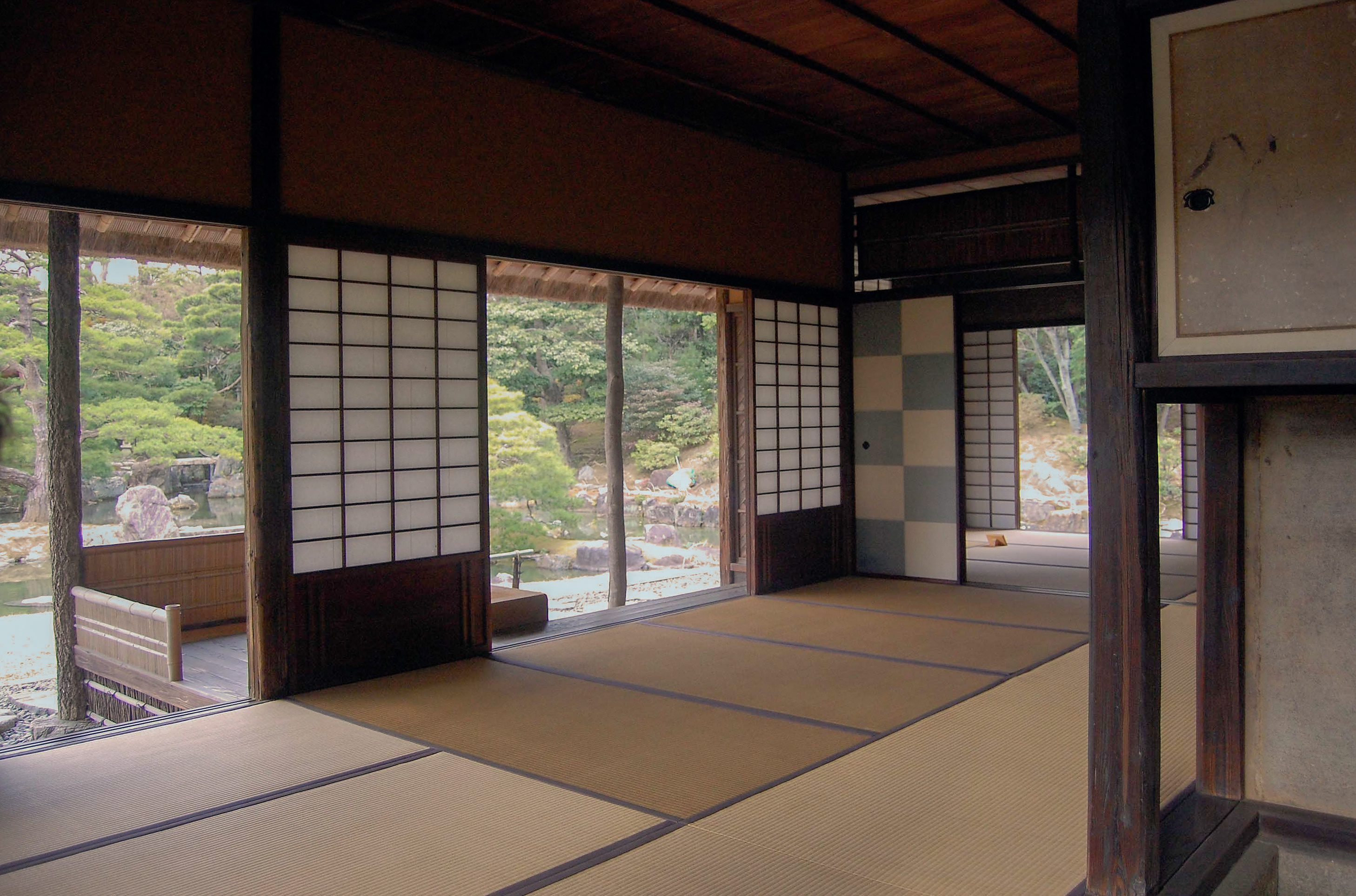
Innenräume im Sukiya-Stil
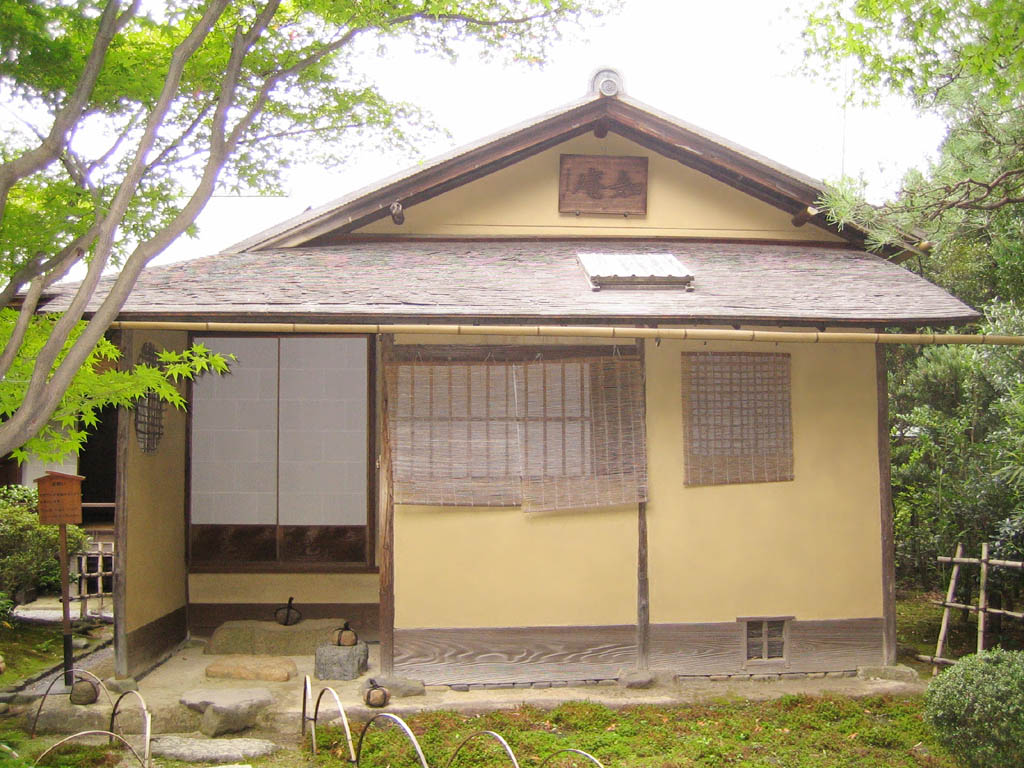
Jo-an Teehaus in Inuyama, Aichi